# Tantulidae
Tantulidae zijn een familie van weekdieren uit de klasse van de Gastropoda (slakken).

## Geslacht
- Tantulum Rankin, 1979